# Once Deportivo de Manizales
Once Deportivo de Manizales fue un club de fútbol colombiano, de la ciudad de Manizales, Caldas. Fue fundado en 1948 y jugó en la Categoría Primera A hasta 1951. El club fue uno de los precursores del fútbol profesional colombiano, participando de la temporada inaugural en 1948.

## Historia
El Once Deportivo, nació a finales de los años 40 como un club de fútbol que rivalizaba con el Deportes Caldas, el otro club de la ciudad de Manizales. Hizo parte de ese grupo histórico de  diez equipos que fundaron la Liga de fútbol profesional colombiano.
No logró buenas actuaciones y se retiró de la Categoría Primera A a finales de 1951.
El equipo se fusionó con Deportes Caldas en 1961 para formar al actual equipo de Manizales Once Caldas

## Uniformes
- Uniformes oficiales: Camiseta a bastones verdes y blancos (titular),[1] Camiseta blanca con banda verde diagonal de izquierda a derecha (titular-alternativa)

|  |  |  |  |

## Plantilla
Plantilla 1948
Director Técnico: Abel Duplá (Argentina).
PORTERO--Samuel Rodríguez
DEFENSOR--Fausto Molina (peruano) 
DEFENSOR--Luis Quebrada
MEDIO--Aldemar Tenorio
MEDIO--Carlos Amín
MEDIO--Arturo Vanegas
DELANTERO--Fabio Ospina
DELANTERO--Carlos Alume Zambrano (ecuatoriano) 
DELANTERO--Hernan Lora
DELANTERO--Abraham Restrepo
DELANTERO--Jesús Ovalle
DELANTERO--Mario Valencia
DELANTERO--Carlos Morales

Plantilla 1951
Jorge Rodríguez, Joaquín Eduardo Díaz, Teobaldo Guzmán, Fausto Molina, Osvaldo Lollo, Carlos "Chale" Silva, Carlos Alume, Francisco Torrent, Valenciano, José Salvador Rossi. Luis Sansón, Juan Lecca, Pedro Gallina, Luis Portanova y Ernesto Morales.
Técnico: Donaldo Ross.

## Estadio
Fernando Londoño Londoño, con capacidad para 20.000 personas. Fue demolido en 1992 y en su lugar fue construido el Estadio Palogrande, donde hoy día juega como local el Once Caldas.

## Uniforme
- Uniforme titular: Camiseta blanca, pantalón blanco, medias blancas
- Uniforme alternativo: Camiseta verde, pantalón blanco, medias blancas
- Uniformes oficiales: Camiseta a bastones verdes y blancos (titular),[1] Camiseta blanca con banda verde diagonal de izquierda a derecha (titular-alternativa)

|  |  |  |  |

## Datos del club
- Temporadas en 1ª: 4(1948-1951)
- Mejor puesto:
  - En Primera A: 9°(1948, 1949 y 1951)
- Peor puesto: 
  - En Primera A: 16°(1950)